# Caccia all'eredità
Caccia all'eredità (Spadek) è un film del 2024 diretto da Sylwester Jakimow.

## Trama
I membri di una famiglia si riuniscono per risolvere un rompicapo dopo l'improvvisa morte di uno zio ricchissimo e aggiudicarsi così la sua eredità.

## Distribuzione
Il film è stato distribuito sulla piattaforma Netflix a partire dal 19 giugno 2024.